# Вулиця Фонвізіна (Київ, Позняки)
Ву́лиця Фонві́зіна — зникла вулиця, що існувала в Дарницькому районі міста Києва, місцевість Позняки. Пролягала від Снігурівської вулиці до кінця забудови.
Прилучався провулок Фонвізіна.

## Історія
Вулиця виникла в першій половині XX століття (не пізніше кінця 1930-х років) під назвою Українська (так позначена на карті 1943 року). У 1955 році набула назву вулиця Павленка, пізніше назва була уточнена на Петра Павленка. Назву Фонвізіна (на честь російського письменника XVIII століття Дениса Фонвізіна) вулиця отримала 1969 року (інша частина Української вулиці згодом набула назву провулок Фонвізіна).
Ліквідована у зв'язку з частковим знесенням забудови села Позняки та переплануванням місцевості. Нині на місці колишньої вулиці — середня частина вулиці Анни Ахматової.